# Berberis chochoco
Berberis chochoco là một loài thực vật có hoa trong họ Hoàng mộc. Loài này được Schltdl. mô tả khoa học đầu tiên năm 1854.